# 조쇼
조쇼(長承, ちょうしょう)는 일본의 연호(元号) 중 하나이다.
- 전후 : 덴쇼(天承) 이후 - 호엔(保延) 이전.
- 시기 : 1132년 ~ 1134년
- 천황 : 스토쿠 천황

## 개원(改元)
- 덴쇼 2년 8월 11일(율리우스력 1132년 9월 21일), 역병・화재를 이유로 개원.
- 조쇼 4년 4월 27일(율리우스력 1135년 6월 10일), 호엔으로 개원된다.

## 출전
『사기』의 「常職既定，後嗣循業，長承聖治。」

## 서력과의 대조표
| 조쇼 | 元년   | 2년    | 3년    | 4년    |
| ---- | ------ | ------ | ------ | ------ |
| 서력 | 1132년 | 1133년 | 1134년 | 1135년 |
| 간지 | 임자   | 계축   | 갑인   | 을묘   |

## 같이 보기
- 일본의 연호 일람

| 이전 덴쇼 | 일본의 연호 1132년 ~ 1135년 | 다음 호엔 |